# グリゴリー・ペレルマン
グリゴリー・ヤコヴレヴィチ・ペレルマンまたはペレリマン（ロシア語: Григо́рий Я́ковлевич Перельма́н [ɡrʲɪˈɡorʲɪj ˈjakəvlʲɪvʲɪtɕ pʲɪrʲɪlʲˈman] ( 音声ファイル), Grigori Yakovlevich Perelman, 1966年6月13日 – ）は、ロシア出身の数学者。ロシア系ユダヤ人。
ミレニアム懸賞問題の一つであるポアンカレ予想を、多くの数学者が位相幾何学（トポロジー）の観点から挑戦する中、微分幾何学や物理学的アプローチで解決したことで知られる。

## 来歴
サンクトペテルブルク生まれ。元ステクロフ数学研究所数理物理学研究室所属。専門は幾何学・大域解析学 (Global Analysis) ・数理物理学。電気技術者の父と数学教師の母の間に生まれる。幼少期に母親から数学の英才教育を受け、なおかつ自らも数学や科学を好んでいた。ペレルマンの父親は頭を使うパズルに子供を挑戦させるのが好きで、チェスで遊びながら物事を論理的に考えることを教えていたとされる。選りすぐりの秀才が集まるサンクトペテルブルク第239高等学校に入学。在学中から数学、物理学に比類のない才能を発揮する。サンクトペテルブルク大学で学びアレクサンドル・アレクサンドロフ (Aleksandr Danilovich Aleksandrov) の下でカンジダートを取得。
学生時代、16歳で国際数学オリンピックに出場した。これは当時の最年少出場記録であり、そして満点で個人金メダルを獲得した。この時、物理学にも興味を持っており、その才能は高校時代の同窓生で当時の友人アレクサンドル・ガラバノフ曰く「もし国際物理オリンピックに出場していれば、そちらでも満点（金メダル）を取っていたに違いありません」というほどのものだった。数学オリンピックに出場したのも数学研究所に身を置いたことも他人に強く推薦されたことが発端である。その後、ソビエト連邦の崩壊を受け1992年からニューヨーク州立大学ストーニーブルック校、カリフォルニア大学バークレー校で研究を行った。この間に微分幾何学のソウル予想 (Soul conjecture) を解決し注目を浴びる。1995年のロシア帰国後はサンクトペテルブルクのステクロフ数学研究所に所属していたが2005年12月に退職届を提出し、2006年1月以降は同研究所に現れていない。ロシア国営テレビが誕生日祝いの報道をおこない、ケーキを差し出したが無視している。
ポアンカレ予想の解決以前にも、ユーリ・ブラゴ (Yuri Dmitrievich Burago) 、ミハイル・グロモフとともにアレクサンドロフ空間 (Alexandrov space) の幾何学を構築したことで、すでに著名な業績を残していた。アレクサンドロフ空間の構造論を生み出し、リーマン多様体の安定性定理を与えた。この分野におけるグロモフの予想 (Gromov's filling area conjecture) の解決もペレルマンの仕事である。中でもソウル予想 (Soul conjecture) の論文は驚くほど短かった。

## ペレルマンとポアンカレ予想
arXiv で以下の3つのプレプリント (Preprint) を発表し、ポアンカレ予想を解決したと宣言した。
- The entropy formula for the Ricci flow and its geometric applications, 2002年11月11日
- Ricci flow with surgery on three-manifolds, 2003年3月10日
- Finite extinction time for the solutions to the Ricci flow on certain three-manifolds, 2003年7月17日

彼は、ウィリアム・サーストンの幾何化予想（ポアンカレ予想を含む）を解決して、その系としてポアンカレ予想を解決した。そして、そのときに採用した手法も、リチャード・S・ハミルトンの発見したリッチ・フロー (Ricci flow) （ハミルトン・ペレルマンのリッチ・フロー理論）と統計力学を用いた独創的なものである。ペレルマン論文に対する検証は、国際的な数学者の協力のもと2006年夏頃まで続き、以下の三つの研究チームの検証論文が提出された。以下の検証論文は、いずれもペレルマンの証明は基本的に正しく、細部の誤りに関してもペレルマンの手法により修正可能である、と結論付けている。これにより、少なくともポアンカレ予想については、ペレルマンにより証明されたと考えられている。
- ブルース・クライナーとジョン・ロット, Notes on Perelman's Papers（2006年5月）
  - ペレルマンによる幾何化予想についての証明の細部を解明・補足
- 朱熹平と曹懐東、A Complete Proof of the Poincaré and Geometrization Conjectures - application of the Hamilton-Perelman theory of the Ricci flow（2006年7月、改訂版2006年12月）
  - ペレルマンの証明で省略されている細部の解明・補足
- ジョン・モーガンと田剛、Ricci Flow and the Poincaré Conjecture（2006年7月）
  - ペレルマンの証明をポアンカレ予想に関わる部分のみに絞って詳細に解明・補足

2006年度、ポアンカレ予想解決の貢献により「数学界のノーベル賞」と言われているフィールズ賞（幾何学への貢献とリッチ・フローの解析的かつ幾何的構造への革命的な洞察力に対して）を受賞した。しかし、「自分の証明が正しければ賞は必要ない」として受賞を辞退した。フィールズ賞の辞退は、彼が初めてである。ペレルマンは、以前にも昇進や欧州の若手数学者に贈られる賞を辞退するなどした経緯があり、賞金に全く興味を示さなかったり、自分の論文をあまり公表したがらない性格でも知られていた。一方で、アメリカの雑誌 The New Yorker の取材に対しては、誰を証明の貢献者とするかの争いについて言及した上で、「自分が有名でなければ、数学界の不誠実さについて不満を述べるという醜いことをせずに、黙ってペットのように扱われておくことができるが、有名になると何かを言わなければならなくなる」と答えている。
2010年3月18日に、クレイ数学研究所は、ペレルマンがポアンカレ予想を解決したと認定して、ミレニアム賞（副賞として100万ドル）授賞を発表した。彼は、2010年6月8日の授賞式に姿を見せなかったが、クレイ数学研究所の所長は「選択を尊重する」と声明を発表し、賞金と賞品は保管されるという。同年7月1日にロシアのインテルファクス通信がペレルマンの話として伝えたところによると、受賞を断った理由は複数あるが、ハミルトンのリッチ・フロー発見に対する評価が十分でないことなど、数学界の不公平さに異議があることをその主たるものとして挙げたという。これを受けて、クレイ数学研究所は、同年秋までに賞金の使途を数学界の利益になる形で決定すると述べた。
2011年4月、映画プロデューサーの Aleksandr Zabrovsky が彼に関する映画を作ることで合意し、彼へのインタビューを公開した。しかし、これには彼の発言の矛盾点が指摘された。そのため、多くのジャーナリストは、このインタビューは「捏造の可能性が高い」としている。

## 近況
マスコミを避け妹夫婦の滞在先のスウェーデンに移住して短期間研究を続けていたが、現在はスウェーデンを離れすでに帰国しているという説もある。趣味はキノコ狩りとされ、人付き合いを嫌い、ほとんど人前に姿を見せない人物であるが、学生時代までは笑顔の絶えなかった少年として周囲から記憶されている。

## 略歴
- 1966年 - ロシアに生まれる。その後サンクトペテルブルク第239高校卒。
- 1982年 - 国際数学オリンピックにおいて全問満点で金メダルを獲得。
- 1992年 - ニューヨーク州立大学ストーニブルック校博士研究員。
- 1994年 - ソウル予想を解決。
- 1995年 - ロシアに帰国。ステクロフ数学研究所に所属。
- 1996年 - ヨーロッパ数学会賞受賞を辞退。
- 2003年 - サーストン幾何化予想、及びその系としてポアンカレ予想の解決を宣言。
- 2005年 - ステクロフ数学研究所を退職。
- 2006年 - フィールズ賞受賞を辞退。
- 2010年 - ミレニアム賞受賞を辞退。